# 科日
科日（法語：Cosges，法語發音：[koʒ]）是法国汝拉省的一个市镇，属于隆斯勒索涅区。

## 地理
科日（46°44'53"N, 5°24'14"E）面积13.49 平方千米，位于法国勃艮第-弗朗什-孔泰大區汝拉省，该省份为法国东部内陆省份，北起上索恩省，西北接科多尔省，西临索恩-卢瓦尔省，南至安省，东与杜省和瑞士接壤。
与科日接壤的市镇（或旧市镇、城区）包括：沙佩勒沃朗、布莱特朗、楠斯、布雷斯地区弗朗日、勒塔特尔。

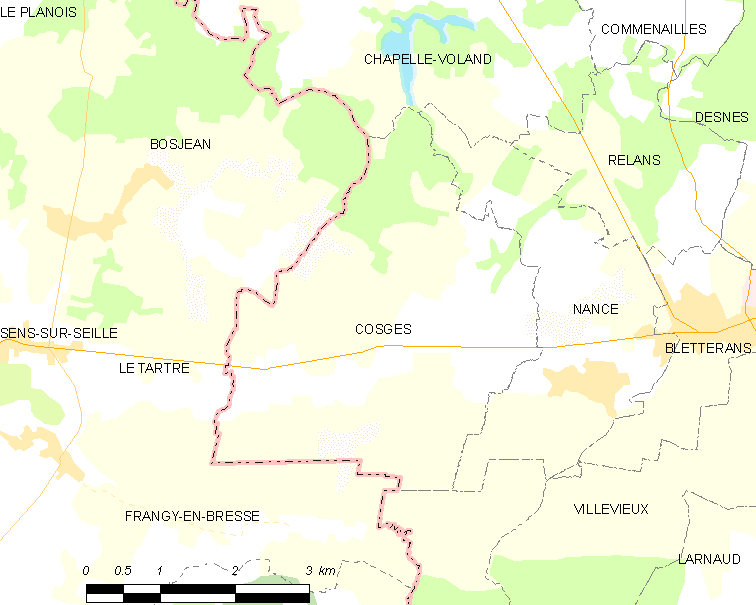
科日的OSM定位图

科日的时区为UTC+01:00、UTC+02:00（夏令时）。

## 行政
科日的邮政编码为39140，INSEE市镇编码为39167。

## 政治
科日所属的省级选区为布莱特朗县。

## 人口

1962-2008年间科日人口变化图示

科日于2022年1月1日时的人口数量为356人。